# Carta del Lavoro

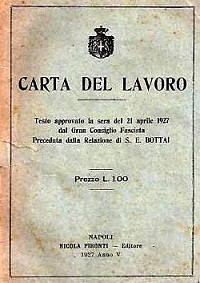

La Carta del Lavoro (Carta del Trabajo) fue una ley aprobada por Mussolini en 1927 cuyo objetivo principal era la fascistización de la economía italiana, imponiendo un modelo corporativista. La Carta fue promulgada por el Gran Consejo Fascista y se publicó en el periódico Il Lavoro d'Italia el 23 de abril de 1927. Su redacción recayó principalmente en Giuseppe Bottai, Secretario de Estado de Empresas.
La Carta declara que la empresa privada es la institución económica más eficaz, pero la intervención del Estado sería legítima cuando la empresa privada fuera deficiente. El artículo 7 declaró que:

El Estado corporativo considera la iniciativa privada, en el campo de la producción como el instrumento mas eficaz y mas útil a los intereses nacionales.

En el artículo 9 se indica que:

La intervención del Estado en la producción económica puede tomar encajes sólo cuando la iniciativa privada está ausente o es insuficiente, o cuando están en juego el interés político del Estado. Esta intervención puede adoptar la forma de control, estímulo o de gestión directa.

Se creó un Tribunal de Trabajo para la solución de cualquier controversia o conflicto dentro de las empresas (artículo 5). Los trabajadores no tenían la posibilidad de elegir a sus representantes, que eran nombrados por el Estado. Las empresas, en cambio, eran quienes designaban a los suyos.[cita requerida]
Sirvió de modelo al Fuero del Trabajo del régimen franquista español.